# I’m Your Man (песня Wham!)
«I’m Your Man» — песня британского поп-дуэта Wham!, изданная в 1985 году лейблами Columbia Records (в США) и Epic Records (Великобритания и остальной мир, кроме США) в качестве 2-го сингла с альбома Music from the Edge of Heaven. Тираж сингла в Великобритании превысил 500 000 копий и он получил золотой статус BPI и занял первое место в Ирландии и Новой Зеландии. В Соединённом королевстве он стал четвёртым чарттоппером группы в UK Singles Chart.

## История
Официальный музыкальный клип поставил режиссёр Энди Морахан.
Сингл достиг позиции № 1 в Великобритании, где оставался две недели и стал 23-м лучшим синглом всего 1985 года на Британских островах. В США был № 3.

## Чарты и сертификации
| Чарт (1985—86)                        | Высшая позиция |
| ------------------------------------- | -------------- |
| Австралия (ARIA)                      | 3              |
| Канада (RPM 100 Singles)              | 7              |
| Австрия (Ö3 Austria Top 40)           | 14             |
| Нидерланды (Single Top 100)           | 3              |
| Бельгия/Фландрия (Ultratop 50)        | 3              |
| Франция (SNEP)                        | 34             |
| Германия (GfK)                        | 7              |
| Ирландия (IRMA)                       | 1              |
| Новая Зеландия (Recorded Music NZ)    | 1              |
| Норвегия (VG-lista)                   | 4              |
| Швеция (Sverigetopplistan)            | 15             |
| Швейцария (Schweizer Hitparade)       | 7              |
| Великобритания (OCC UK Singles)       | 1              |
| США (Billboard Hot 100)               | 3              |
| США (Billboard Adult Contemporary)    | 13             |
| США (Billboard Dance Club Songs)      | 42             |
| США (Billboard Hot R&B/Hip-Hop Songs) | 55             |
| US Hot Dance Music/Maxi-Singles Sales | 22             |
| US Cash Box Top 100                   | 3              |

| Чарт(1985) | Позиция |
| ---------- | ------- |
| UK         | 23      |

| Чарт(1986)                      | Позиция |
| ------------------------------- | ------- |
| Австралия                       | 32      |
| Канада                          | 65      |
| New Zealand                     | 10      |
| США (Billboard Top Pop Singles) | 63      |
| США Cash Box                    | 41      |

| Регион                                                      | Сертификация | Продажи  |
| ----------------------------------------------------------- | ------------ | -------- |
| Канада (Music Canada)                                       | Золотой      | 50 000^  |
| Великобритания (BPI)                                        | Золотой      | 500 000^ |
| ^ Данные о тиражах приведены только на основе сертификации. |              |          |

## Список композиций
Слова и музыка всех песен — George Michael.
| №  | Название       | Длительность |
| -- | -------------- | ------------ |
| 1. | «I'm Your Man» | 4:05         |
| 2. | «Do It Right»  | 4:05         |

| №  | Название                              | Длительность |
| -- | ------------------------------------- | ------------ |
| 1. | «I'm Your Man» (Extended Stimulation) | 6:53         |
| 2. | «Do It Right»                         | 4:05         |
| 3. | «I'm Your Man» (A Cappella)           | 4:17         |

- также был релиз в качестве picture disc (WTA 6716) и кассеты (TA40 6716)
- «Do It Right» это инструментальная версия песни «I’m Your Man»